# Daniel Mangrané i Escardó
Daniel Mangrané i Escardó (Tortosa, 29 de gener de 1883 - Barcelona, 30 de gener de 1969) fou un polític i industrial català, originari de Tortosa.

## Biografia
Destacat productor d'oli d'oliva, en va estudiar la problemàtica de la producció, importació i exportació, i el 1926 va fundar la Institució Cultural i Benèfica Daniel Mangrané. Vinculat a Marcel·lí Domingo i Sanjuan, el 1917 fou escollit regidor de l'ajuntament de Tortosa. Militant del Partit Republicà Democràtic Federal, a les eleccions generals espanyoles de 1933 fou elegit diputat per la província de Tarragona com independent, dins les llistes d'ERC.
Després de la guerra es va dedicar a fabricar l'insecticida agrari DDT. Des de 1948 va fabricar l'àcid para-amino-salicílic, utilitzat per al tractament de la tuberculosi. Durant els anys 1950 va patentar i fabricar Pyreazid, medicament contra la tuberculosi. Per aquest motiu el 1962 li fou concebuda la Medalla de plata al Mèrit al Treball.

## Obres

### Llibres
- El problema nacional de los aceites de oliva y su solución (1930)[5][1]
- Los aceites de oliva de España (1961)[6][1]
- Nuestra gran riqueza olivarera aceitera: su pasado, su porvenir (1965)[1]

### Cinema
- Nuevos ideales (1936[1] productor, dirigida per Salvador de Alberich)[7]